# 莒山
莒山，位于山西省晋城市泽州县北义城镇西北与高平市河西镇交界处，主峰海拔1003米。山顶有蔺相如庙。

## 典故
莒山山麓有金玉岭，相传蔺相如完璧归赵时曾经过此地，故名金（经）玉岭。